# Dick, Kerr's Ladies FC
Dick, Kerr's Ladies FC var ett av de tidigaste kända damfotbollslagen i England.
Laget fanns i över 48 år, från 1917 till 1965, och spelade 833 matcher – de vann 759, spelade 46 oavgjorda, och förlorade 28. Under de första åren lockade lagets matcher allt från 4 000 till över 50 000 åskådare per match. 1920 besegrade Dick, Kerr Ladies ett franskt lag med 2–0 inför 25 000 personer, vilket gick till historien som den första internationella damfotbollsmatchen. Laget var starkt motarbetade av Englands fotbollsförbund (FA), som under 50 år förbjöd kvinnor att använda planer och arenor som kontrollerades av FA-anslutna klubbar, från 1921 till 1971.

## Historia

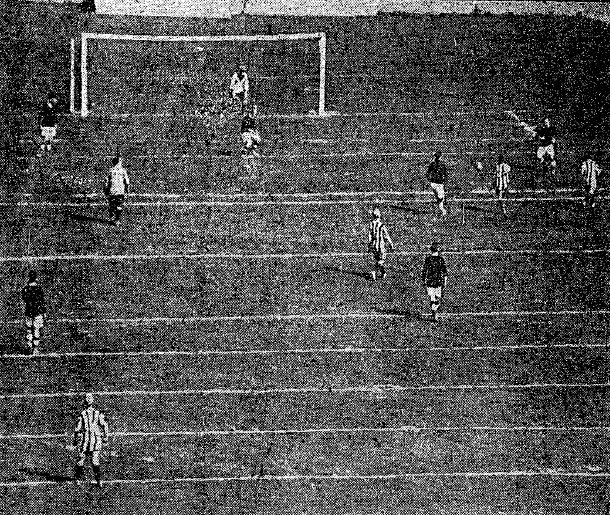
Dick, Kerr Ladies spelar i American League Park, 1922

Dick, Kerr Ladies F.C. grundades i Preston, Lancashire, England och spelade flera uppvisningsmatcher mellan 1917 och 1965.  Första matchen spelades den 26 december 1917, inför 10 000 åskådare på Deepdale.
Laget spelade den första internationella matchen i damfotboll 30 april 1920 mot ett franskt kombinationslag (med Jeanne Brulé, Thérèse Brulé, Chatelut, Defigier, Germaine Delapierre, Jeanne Janiaud, Louise Ourry, Carmen Pomiès från Fémina Sport, J. Lévêque från Les Sportives de Paris och lagkapten Madeleine Bracquemond, Geneviève Laloz, Thérèse Laloz, Rigal, Rimbaux, A. Trotmann, J. Trotmann, Viani från En Avant Paris) från Paris som leddes av Alice Milliat (1884–1957). Fyra matcher spelades i Storbritannien, den första på Deepdale, där Dick, Kerr's Ladies FC vann med 2–0, den andra i Stockport och vanns också den av Dick, Kerr's Laides FC, 5-2; den tredje matchen spelades i Manchester och slutade 1–1, och den sista matchen vanns av fransyskorna på Stamford Bridge med 2–1. Laget for sedan på Frankrike-turné.
Den 26 december 1920, på Goodison Park i Liverpool, drog laget 53 000 åskådare till en match mot Saint Helen's Ladies, och ytterligare cirka 10-15 000 personer som ville se matchen tvingades vända hemåt igen. Detta brittiska publikrekord för damfotboll slogs inte förrän under matchen mellan Storbritannien och Brasilien, som sågs av 70 584 åskådare på Wembley Stadium under 2012 års olympiska turnering.
Den 5 december 1921 förbjöds damlag att spela på FA-medlemsklubbarnas planer, vilket gällde till juli 1971. I stället spelade man i fortsättningen på planer som inte tillhörde FA:s medlemsklubbar.
1922 for laget på turné till Kanada och USA, här ingick Carmen Pomiès som målvakt. I USA spelade man även mot herrlag. "Jag spelade mot dem 1922," minns Paterson FC:s målvakt Peter Renzulli. "Vi var nationella mästare, och hade svårt att slå dem."
I slutet av 1920-talet bytte laget namn till Preston Ladies FC. 